# Close (album av Lina Nyberg)
Close är jazzsångerskan Lina Nybergs debutalbum från 1993. Hon sjunger till Esbjörn Svenssons pianoackompanjemang.

## Låtlista
1. Little Unhappy Boy (Curtis Lewis) – 4:57
2. Close (Lina Nyberg) – 4:27
3. Here, There and Everywhere (John Lennon/Paul McCartney) – 4:30
4. Never Let Me Go (Jay Livingston/Ray Evans) – 5:01
5. In Your Own Sweet Way (Dave Brubeck/Iola Brubeck) – 3:52
6. You Can Have Him (Irving Berlin) – 6:11
7. Waiting (Esbjörn Svensson/Lina Nyberg) – 4:03
8. Ruby My Dear (Thelonious Monk/Sally Swisher) – 4:20
9. I Wish I Didn't Love You So (Frank Loesser) – 5:25
10. You Let My Love Grow Cold (Jessie Mae Robinson) – 4:41
11. Spring Can Really Hang You Up the Most (Tommy Wolf/Fran Landesmann) – 6:00
12. I Hadn't Anyone 'Til You (Ray Noble) – 4:12
13. May I Come In (Marvin Fisher/Jack Segal) – 5:35
14. Waltz for the Lonely Ones (Esbjörn Svensson/Lina Nyberg) – 3:23

## Medverkande
- Lina Nyberg – sång
- Esbjörn Svensson – piano